# Polja smrti (1984.)
Polja smrti (eng. The Killing Fields) je britanska drama iz 1984. godine o režimu Crvenih Kmera u Kambodži temeljena na iskustvima dvojice novinara: kambodžanca Ditha Prana i amerikanca Sydneyja Schanberga. Film je osvojio tri nagrade Oscar, režirao ga je Roland Joffé, a glavne uloge u njemu su ostvarili Sam Waterston kao Schanberg, Haing S. Ngor kao Pran, Julian Sands kao Jon Swain i John Malkovich kao Al Rockoff. Scenarij je napisao Bruce Robinson, a glazbu za film Mike Oldfield kojom je dirigirao David Bedford. 

## Radnja
U glavnom gradu Kambodže Phnom Penh tijekom svibnja 1973. godine, kambodžanska nacionalna vojska vodi građanski rat protiv komunista Crvenih Kmera zbog prelijevanja Vijetnamskog rata preko državne granice. Dith Pran, novinar iz Kambodže i prevoditelj za New York Times čeka dolazak novinara Sydneyja Schanberga. Schanbergov zrakoplov kasni pa on odlazi u hotel gdje se susreće s Alom Rockoffom (John Malkovich). Pran i Schanberg se vide tek kasnije, a Pran mu govori da se dogodila nesreća u gradu Neak Leung; navodno su amerikanci bacili svoje B-52 bombe na grad pogreškom.
Zahvaljujući Pranovoj sposobnosti, njih dvojica se kriomice ukrcaju na brod i odlaze do grada gdje otkrivaju da je isti uistinu bombardiran i da je na stotine ljudi mrtvo i ranjeno, uključujući žene i djecu. Schanberga i Prana uhite kada pokušaju fotografirati javnu egzekuciju dvojice pripadnika Crvenih Kmera. Kasnije ih ipak puštaju, ali je Schanberg bijesan kada vidi ostatak novinarske eskadrile u pranji američke vojske koja će svima dati ublaženu verziju čitavog događaja.
Dvije godine kasnije, 1975., ambasade u državi lagano se evakuiraju u očekivanju dolaska Crvenih Kmera. Schanberg osigurava evakuaciju za Prana, njegovu suprugu i njihovo četvero djece. Međutim, Pran inzistira na tome da ostane i pomogne Schanbergu pa samo njegova obitelj odlazi. Pripadnici Crvenih Kmera ulaze u grad, naizgled u miru. Schanberg izražava svoju skeptičnost Rockoffu koji mu govori da je upravo došao iz dijela grada gdje se odvijaju teške borbe. Uskoro ih pripadnici Crvenih Kmera sve zajedno uhite i odvedu do zabačenog dijela grada gdje drže zatočenike i pogubljuju ih. Pran nekoliko sati pokušava nagovoriti Kmere da poštede život njemu i njegovim prijateljima što na kraju i uspijeva. Međutim, umjesto da napuste Phnom Penh i pridruže se tisućama izbjeglica koje odlaze iz grada, oni se povlače u francusku ambasadu i tamo ostaju nekoliko dana, čekajući šansu za evakuaciju. 
Uskoro Crveni Kmeri naređuju da svi građani Kambodže iz ambadase budu predani njima, a u strahu da će Kmeri napasti, ambasador pristane. Znajući da će Pran biti zatočen ili ubijen, Rockoff i kolega fotograf Jon Swain (Julian Sands) iz Sunday Timesa pokušavaju napraviti lažnu britansku putovnicu, ali slika koju izrade kasnije izblijedi. Budući im nisu ostale nikakve druge opcije, Pran je predan Crvenim Kmerima te je prisiljen živjeti pod njihovim totalitarnim režimom. 
Nekoliko mjeseci nakon što se vratio u New York, Schanberg pokušava na sve moguće načine pronaći Prana. Piše pisma mnogim humanitarnim organizacijama te se nalazi u bliskom odnosu s Pranovom obitelji u San Franciscu. Za to vrijeme u Kambodži, Pran se nalazi u radničkom logoru, a politika koja vlada je da je to Nulta godina nove države. Pran radi u poljima riže pod budnim okom djece obaju spolova koje pripadnici Crvenih Kmera drže na visokim položajima, jer su oni budućnost njihove zemlje i još uvijek su "neiskvareni od povijesti". Ne mogavši više izdržati, Pran se odlučuje na bijeg. U početku ga ulove, ali on ponovno uspijeva pobjeći zahvaljujući jednom vojniku s kojim je razgovarao prije nego što je građanski rat započeo. Tijekom svog bijega on nailazi na ozloglašena polja smrti režima Pola Pota na kojima su ubijeni milijuni građana Kambodže.
U SAD-u Sydney Scanberg prima nagradu za novinara godine za svoje tekstove koji su pokrivali probleme u Kambodži. Tijekom ceremonije on govori nazočnima da polovica zasluga za nagradu pripadaju Pranu. U zahodu ga presretne Rockoff koji ga optužuje da nije napravio sve što je u njegovoj moći da pronađe Prana i da je samo iskoristio njihovo prijateljstvo kako bi dobio nagradu. Iako se Schanberg na početku brani u konačnici priznaje da je Pran ostao u Kambodži zbog toga što je Schanberg to želio.
Za to vrijeme Pran je postao vođa drugog zatvora u kojem se našao nakon svog bijega, kod čovjeka imena Phat, ali tamo Pran uglavnom brine o Phatovom malom sinu bez teškog fizičkog rada. Pran se nastavlja ponašati kao da je maloumni seljak unatoč nekoliko pokušaja Phata da ga ulovi u laži. Phat započne vjerovati Pranu i traži od njega da mu čuva sina u slučaju da ovaj bude ubijen. Kada zatvor napadnu Crveni Kmeri, Pran otkriva da Phatov sin kod sebe ima američki novac i kartu na kojoj je nacrtan put do sigurnosti. U trenutku kada Phat pokuša spriječiti mlade časnike Crvenih Kmera da ubiju nekoliko njegovih ljudi, ovi ga ubijaju na mjestu.
U cijelom ludilu, Pran bježi s četvero drugih zatvorenika i Phatovim sinom te se upuštaju na dugačak hod kroz džunglu. Kasnije se grupa odvaja i troje zatvorenika krenu u drugom smjeru; Pran nastavlja slijediti ucrtani put na karti s jednim od njih. Međutim, Pranov kolega stane na skrivenu minu dok drži dijete na svojim ramenima. Iako ga Pran moli da mu da dijete, bomba eksplodira i obojica umiru na mjestu. Ostavši sam, Pran nastavlja hodati kroz beskrajnu džunglu, ali naposljetku nailazi na kamp Crvenog križa blizu granice s Tajlandom. U SAD-u Schanberg uskoro dobiva vijesti da je Pran siguran i živ te odlazi do kampa Crvenog križa i njih dvojica se ponovno susretnu nakon više od četiri godine. Kako film završava u pozadini čujemo pjesmu "Imagine" u izvedbi Johna Lennona. 

## Glumačka postava
- Sam Waterston kao Sydney Schanberg
- Haing S. Ngor kao Dith Pran
- John Malkovich kao Alan 'Al' Rockoff
- Craig T. Nelson kao major Reeves
- Julian Sands kao John Swain

## Kritike
Film Polja smrti na popularnoj Internet stranici Rotten Tomatoes ima 91% pozitivnih ocjena temeljenih na 35 kritika iz raznih publikacija. Kritičar Roger Ebert napisao je u kritici za Chicago Sun-Times: "Film predstavlja veličanstvo ostvarenje na svim razinama - pogotovo je uvjerljiv i realan što se azijskih lokacija tiče - ali najbolji trenutci su oni ljudski: razgovori, razmjena istine, beskrajno čekanje, iznenadni strah, nasilje i očaj."

## Dodjela uloge Haingu S. Ngoru
Haing S. Ngor koji u filmu tumači ulogu Prana i sam je preživio režim Crvenih Kmera i njihove radničke logore. Prije Nulte godine režima Kmera, Ngor je bio doktor u gradu Phnom Penh. Godine 1975. Ngor je bio jedan od milijuna ljudi koji su istjerani iz grada i zatvoreni u radničke logore diljem zemlje. Tamo je proveo četiri godine prije nego što je uspio pobjeći u Tajland.
Prije nastupa u filmu Polja smrti Haing S Ngor nije nikada glumio. Primijetio ga je voditelj castinga Pat Golden na jednom kambodžanskom vjenčanju u Los Angelesu.
U intervjuu za magazin People o svojoj ulozi 1985. godine rekao je: "Želio sam pokazati svijetu koliko je duboko gladovanje u Kambodži, koliko ljudi umire pod komunističkim režimom. Moje srce je zadovoljno. Napravio sam nešto savršeno."

## Nagrade i nominacije

### Oscar
Film Polja smrti imao je 7 nominacija za prestižnu filmsku nagradu Oscar, a osvojio je tri:
- Najbolji sporedni glumac - Haing S. Ngor
- Najbolja montaža - Jim Clark
- Najbolja kamera - Chris Menges
- Najbolji film - David Puttnam
- Najbolji redatelj - Roland Joffé
- Najbolji glumac - Sam Waterston
- Najbolji adaptirani scenarij - Bruce Robinson

### Zlatni globus
Film Polja smrti imao je 6 nominacija za Zlatni globus, a osvojio je jednu:
- Najbolji sporedni glumac - Haing S. Ngor
- Najbolji film (drama)
- Najbolji redatelj - Roland Joffé
- Najbolji glumac (drama) - Sam Waterston
- Najbolji scenarij - Bruce Robinson
- Najbolja originalna glazba - Mike Oldfield

### BAFTA
Film Polja smrti imao je 13 nominacija za britansku nagradu BAFTA, a osvojio je čak osam:
- Najbolji film - David Puttnam
- Najbolji glumac - Haing S. Ngor
- Najbolji scenarij - Bruce Robinson
- Najbolja kamera - Chris Menges
- Najbolja montaža - Jim Clark
- Najbolja scenografija - Roy Walker
- Najbolji zvuk - Ian Fuller, Clive Winter i Bill Rowe
- Najveća nova glumačka nada na filmu - Haing S. Ngor
- Najbolji redatelj - Roland Joffé
- Najbolji glumac - Sam Waterston
- Najbolja maska - Tommie Manderson
- Najbolji specijalni efekti - Fred Cramer
- Najbolja originalna glazba - Mike Oldfield

Polja smrti redovito se nalaze na listama najboljih filmova svih vremena. Britanski filmski institut postavio ga je na 100. mjesto stotinu najboljih filmova svih vremena. Na listi najinspiriravajućih filmova ikada Američkog filmskog instituta, Polja smrti nalaze se na 60. mjestu.

## Vanjske poveznice
- Polja smrti u internetskoj bazi filmova IMDb-a
- Polja smrti na Rotten Tomatoes
- Kritika filma autora Tima Dirksa
- Diskografija Mikea Oldfielda (Tubular.net) – Polja smrti
- Polja smrti at DVD Resurrections  Arhivirana inačica izvorne stranice od 10. srpnja 2011. (Wayback Machine), by Fingers.